# خالده فروغ
خالده فروغ (زاده ۱۹۷۲) شاعر، استاد دانشکده زبان و ادبیات دانشگاه کابل و عضو انجمن قلم افغانستان است.

## حرفه
فروغ از مهمترین شاعران زن معاصر افغانستان است. منتقدانی چون محمدکاظم کاظمی و محبوبه ابراهیمی معتقدند که او دیدگاهی مردانه را در شعر خود می‌نماید و تأثیرگذاری اساتید شعر معاصر به ویژه «واصف باختری» در شعرهایش دیده می‌شود اشاره بسیار به اسطوره‌ها و شخصیت‌های تاریخی و استفاده از بحرهای نامتداول در غزل از ویژگی‌های شعر فروغ است. اما فروغ دوگانگی شعر زنانه و مردانه را رد می‌کند و معتقد است جنسیت شاعر تأثیری بر احساسات و عواطف شاعرانه ندارد.
فروغ از سال ۷۲ تا ۷۵ مسئول برنامه‌های ادبی دری رادیو افغانستان  بود و پس از مهاجرتش به پاکستان نیز مدتی سردبیر مجله ادبی صدف بود. وی همچنین برنامهٔ فرهنگی و ادبی «کاخ بلند دُر دَری» در تلویزیون طلوع تهیه و گردانندگی می‌کند. خالده فروغ با وحید وارسته که او نیز شاعر است ازدواج کرده و یک دختر به نام نیروانا دارد.

## نمونهٔ شعر
| ای برده‌ها! ز خویش بلالی برآورید |  | از کارگاه روح کمالی برآورید |

| ای دختران بادیه! ای همرهان من! |  | از هجر سرنوشت وصالی برآورید |

| عاشق شوید و همت شمسی به‌سر کنید |  | از مثنویِ عشق، جلالی برآورید |

| تا رستمی عجیبه تولد شود ز شرق |  | بخت سپید و معنی زالی برآورید |

از غزل دختران بادیه